# La Brute et les Surdoués
 (août 2022).
Si vous disposez d'ouvrages ou d'articles de référence ou si vous connaissez des sites web de qualité traitant du thème abordé ici, merci de compléter l'article en donnant les références utiles à sa vérifiabilité et en les liant à la section « Notes et références ».
La Brute et les Surdoués (France) ou La Classe de tous les dangers (Québec) (Bye Bye Nerdy) est le 16e épisode de la saison 12 de la série télévisée d'animation Les Simpson.

## Synopsis

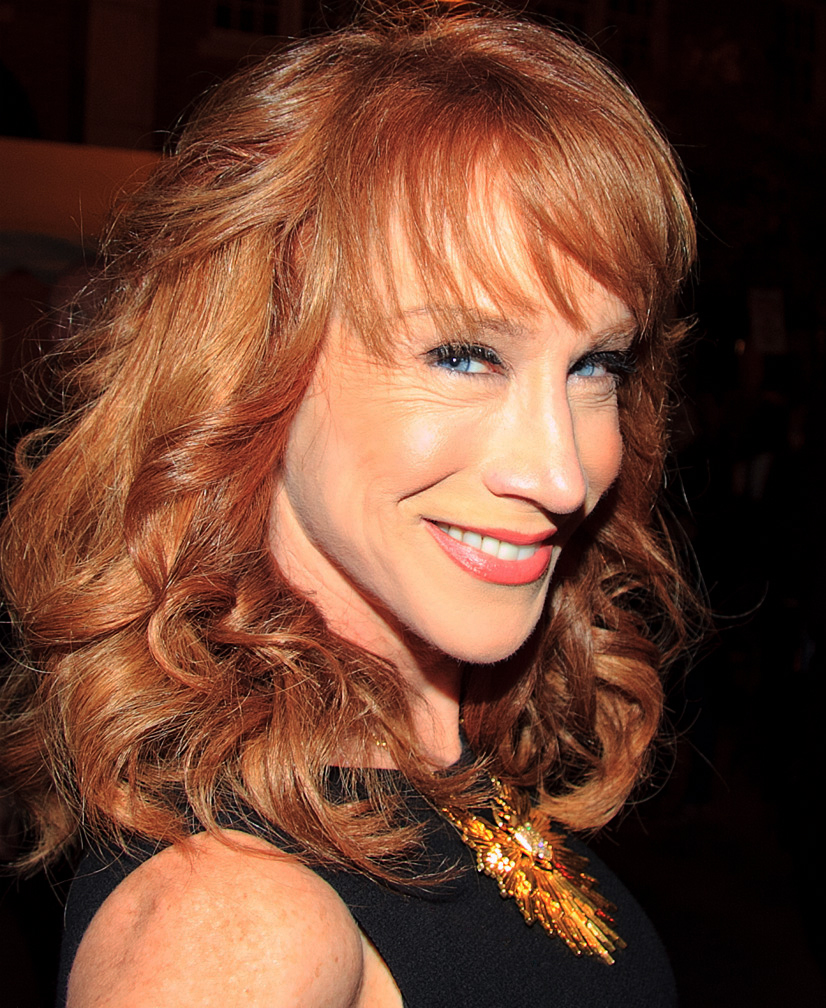
Kathy Griffin au Festival international du film de Toronto 2011.

Sur une journée ordinaire à l'École élémentaire, Lisa tente de se faire des amis avec une nouvelle fille, Francine (qui est beaucoup plus grande et plus forte que Lisa), mais Francine bat Lisa sévèrement. Même si Lisa tente de partager un intérêt grâce aux poupées Malibu Stacy, ça ne fonctionne pas car la poupée que Francine a s'avère être celle de Lisa, qu'elle a ensuite détruite. Lisa engage les brutes de l'école (Nelson, Dolph, Jimbo et Kearney) pour la protéger, mais ils refusent car les filles se battent plus salement que les garçons (et les garçons ont tendance à être plus vulnérables à tomber amoureux). C'est à Lisa d'enquêter par elle-même sur la raison pour laquelle elle est la cible de Francine.
Pendant ce temps, Homer commence à craindre que Maggie pourrait mourir en touchant des choses dangereuses quand ils reçoivent la visite d'une représentante d'une société de matériels pour la protection des jeunes enfants. En conséquence, il commence sa propre croisade pour la sécurité des enfants, en vendant des produits bon marché, mais sûrs et efficaces et faisant de Springfield un havre de sécurité pour les enfants. Cependant, les spécialistes de soins aux enfants blessés (dont le docteur Hibert) sont ruinés car les enfants ne se blessent plus. Homer se sent mal pour ces gens qui perdent leur travail et décide d'arrêter.
Lisa fait de la recherche scientifique sur les surdoués et découvre que l'odeur du surdoué vient d'un phéromone qu'elle appelle le "poindextrose", qui attire brutes comme Francine, prouvant que les surdoués et les brutes sont prédisposés à être ce qu'ils sont. Lisa teste ensuite la poindextrose extraite des surdoués sur le célèbre boxeur Drederick Tatum en le mettant sur ses vêtements quand il visite l'école. Cela provoque Nelson qui se met à frapper le boxeur. Lisa démontre son expérience lors de la conférence scientifique du professeur Frink, la " 12th Annual Big chose de la Science ", en utilisant un antidote sur elle-même et en rendant Francine paisible et conviviale à son égard, en fait l'antidote est juste vinaigrette qui couvre l'odeur de la poindextrose. Le public est impressionné et Lisa reçoit un certificat en cadeau de JC Penney pour ses recherches. Cependant, la vinaigrette s'épuise vite et Francine se déchaîne sur tous les scientifiques présents dans la salle qui ne sont pas "protégés".